# 1885년
1885년은 목요일로 시작하는 평년이다.

## 연호
- 청(淸) 광서(光緖) 11년
- 일본(日本) 메이지(明治) 18년
- 응우옌 왕조(阮朝) 함응이(咸宜) 원년 / 동카인(同慶) 원년

## 기년
- 청(淸) 덕종 광서제(德宗 光緖帝) 11년
- 조선(朝鮮) 고종(高宗) 22년
- 응우옌 왕조(阮朝) 함의제(咸宜帝) 원년 / 동경제(同慶帝) 즉위년

## 사건
- 1월 7일 - 갑신정변의 후유증을 청산하기 위해, 조선의 김홍집과 일본 제국의 이노우에 가오루가 협상.
- 1월 9일 - 조선과 일본 제국사이에 한성조약이 체결.
- 4월 15일 - 영국, 러시아 남하를 견제하고자 거문도 조영통상수호조약에 의거 거문도에 포대 건설함. (~ 1887년, 거문도 사건)
- 4월 18일 - 청나라의 이홍장과 일본의 이토 히로부미가 갑신정변후 조선에서 각국 군대를 철수시키기로한 텐진조약을 체결함.
- 6월 9일 - 청나라 텐진에서 이홍장과 프랑스의 파트노트르가 청불전쟁 강화조약을 체결함.
- 10월 3일 - 청나라, 반청성향의 민비정권을 견제하고자 3년전 임오군란시 납치했던 흥선대원군을 조선으로 귀국시킴.
- 10월 14일 - 고종, 조선과 러시아간의 조로 수호 통상 조약을 비준함.
- 12월 22일 - 일본, 내각제 실시.  이토 히로부미가 초대 총리로 부임함.
- 조선왕조의 유길준과 재한(在韓) 독일제국 공사인 부들러가 조선 중립화론을 주창.

## 문화
- 1월 5일 - 우정총국에서 우편 업무 폐지.
- 4월 14일 - 제중원(濟衆院) 설립.
- 칼 벤츠가 최초의 가솔린 자동차를 제작, 시연했다.
- 8월 3일 - 조선에서 선교 활동을 하던 미국 기독교 북감리회 선교사 아펜젤러가 조선 최초의 근대 사학인 배재학당을 설립.
- 9월 28일 - 조선에서 전보활동 시작

## 탄생
- 1월 10일 - 청나라 광서제 치세 시대의 천립 군주 푸쥔. (~1942년)
- 1월 21일 - 일본의 군인, 제2차 세계 대전 전범 이타가키 세이시로. (~1948년)
- 1월 23일 - 미국의 가수 레드 벨리. (~1949년)
- 2월 7일 - 미국의 작가 싱클레어 루이스. (~1951년)
- 2월 24일 - 미해군의 원수 체스터 니미츠. (~1966년)
- 3월 14일 - 대한민국의 독립운동가 박경철. (~1967년)
- 4월 12일 - 독일의 군인 헤르만 호트. (~1971년)
- 4월 17일 - 덴마크의 작가 카렌 블릭센. (~1962년)
- 5월 14일 - 독일의 지휘자 오토 클렘퍼러. (~1973년)
- 7월 26일 - 프랑스의 소설가, 언론인 앙드레 모루아. (~1967년)'
- 7월 29일 - 미국의 배우 테다 바라. (~1955년)
- 8월 22일 - 대한민국의 독립운동가 배경진. (~1934년)
- 9월 5일 - 프랑스의 역사학자 르네 그루세. (~1952년)
- 9월 12일 - 대한민국의 독립운동가 안희제. (~1943년)
- 9월 18일 - 아제르바이잔의 작곡가 위제이르 하즈배요프 (~1948년)
- 9월 30일 - 대한제국의 외과의사 박서양. (~1940년)
- 10월 7일 - 덴마크의 물리학자 닐스 보어. (~1962년)
- 10월 30일 - 미국의 시인 에즈라 파운드. (~1972년)
- 11월 7일 - 미국의 경제학자 프랭크 나이트. (~1972년)
- 11월 11일 - 미국의 군인 조지 S. 패튼. (~1945년)
- 11월 13일 - 독일의 군인 알베르트 케셀링. (~1960년)

### 미상
- 대한민국의 독립운동가 황병길. (~1920년)
- 대한제국의 관료, 독립운동가 하오성. (~1946년)
- 대한민국의 독립운동가 강혜원. (~1982년)
- 대한민국의 독립운동가 조성환. (~1968년)

## 사망

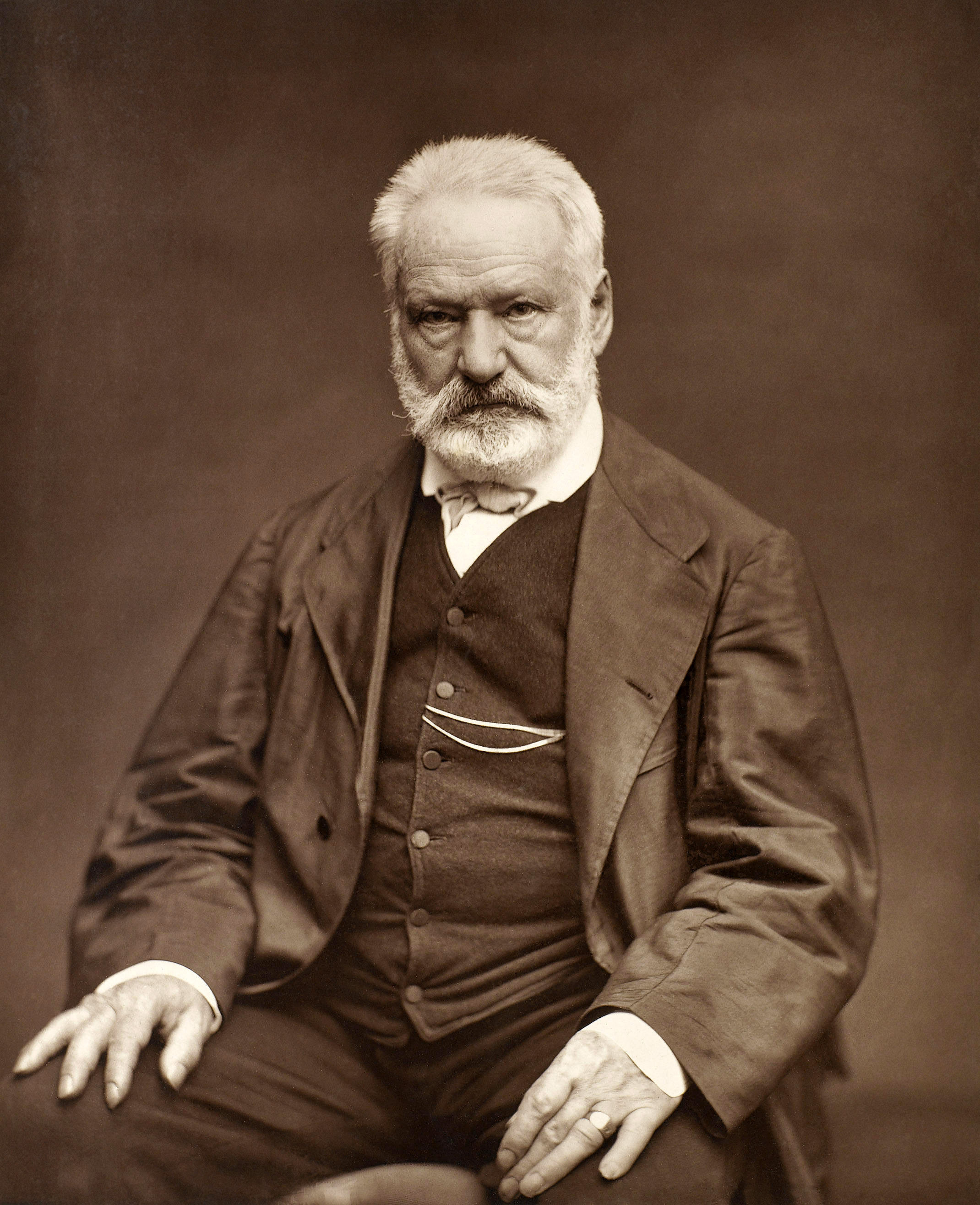
빅토르 위고

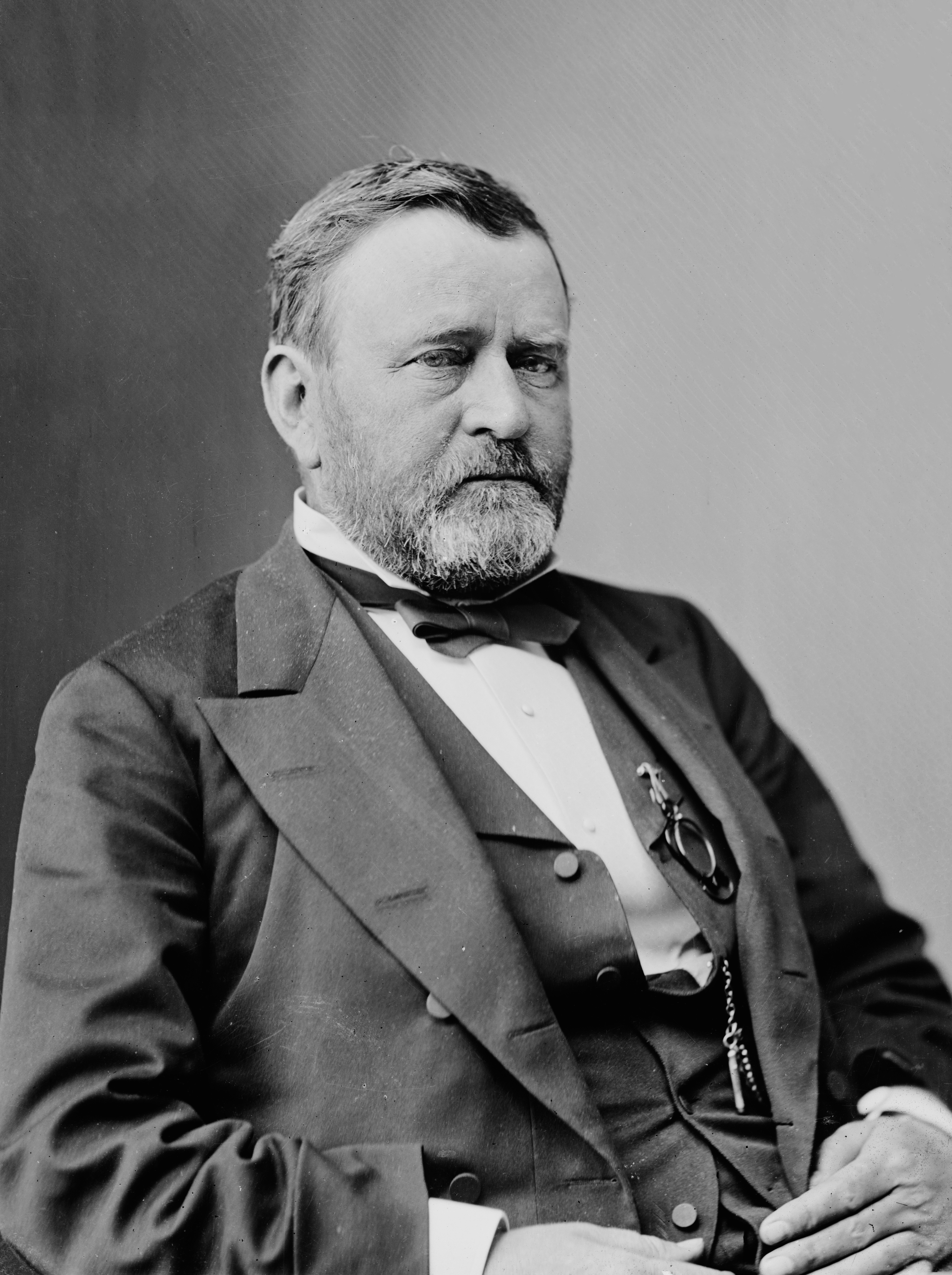
율리시스 그랜트

- 2월 14일 - 미국의 발명가이자 공학자 벤저민 호치키스. (1826년~)
- 5월 10일 - 미국의 군인 어빈 맥다월. (1818년~)
- 5월 22일 - 프랑스의 작가 빅토르 위고. (1802년~)
- 7월 23일 - 미국의 제18대 대통령, 남북전쟁 당시 북군 지휘관이었던 율리시스 S. 그랜트. (1822년~)
- 11월 16일 - 캐나다의 정치인 루이 리엘. (1844년~)
- 11월 25일 - 스페인의 국왕 알폰소 12세. (1857년~)

## 달력
| 1월 |    |    |    |    |    |    |
| 일  | 월 | 화 | 수 | 목 | 금 | 토 |
|     |    |    |    | 1  | 2  | 3  |
| 4   | 5  | 6  | 7  | 8  | 9  | 10 |
| 11  | 12 | 13 | 14 | 15 | 16 | 17 |
| 18  | 19 | 20 | 21 | 22 | 23 | 24 |
| 25  | 26 | 27 | 28 | 29 | 30 | 31 |

| 2월 |    |    |    |    |    |    |
| 일  | 월 | 화 | 수 | 목 | 금 | 토 |
| 1   | 2  | 3  | 4  | 5  | 6  | 7  |
| 8   | 9  | 10 | 11 | 12 | 13 | 14 |
| 15  | 16 | 17 | 18 | 19 | 20 | 21 |
| 22  | 23 | 24 | 25 | 26 | 27 | 28 |

| 3월 |    |    |    |    |    |    |
| 일  | 월 | 화 | 수 | 목 | 금 | 토 |
| 1   | 2  | 3  | 4  | 5  | 6  | 7  |
| 8   | 9  | 10 | 11 | 12 | 13 | 14 |
| 15  | 16 | 17 | 18 | 19 | 20 | 21 |
| 22  | 23 | 24 | 25 | 26 | 27 | 28 |
| 29  | 30 | 31 |    |    |    |    |

| 4월 |    |    |    |    |    |    |
| 일  | 월 | 화 | 수 | 목 | 금 | 토 |
|     |    |    | 1  | 2  | 3  | 4  |
| 5   | 6  | 7  | 8  | 9  | 10 | 11 |
| 12  | 13 | 14 | 15 | 16 | 17 | 18 |
| 19  | 20 | 21 | 22 | 23 | 24 | 25 |
| 26  | 27 | 28 | 29 | 30 |    |    |

| 5월 |    |    |    |    |    |    |
| 일  | 월 | 화 | 수 | 목 | 금 | 토 |
|     |    |    |    |    | 1  | 2  |
| 3   | 4  | 5  | 6  | 7  | 8  | 9  |
| 10  | 11 | 12 | 13 | 14 | 15 | 16 |
| 17  | 18 | 19 | 20 | 21 | 22 | 23 |
| 24  | 25 | 26 | 27 | 28 | 29 | 30 |
| 31  |    |    |    |    |    |    |

| 6월 |    |    |    |    |    |    |
| 일  | 월 | 화 | 수 | 목 | 금 | 토 |
|     | 1  | 2  | 3  | 4  | 5  | 6  |
| 7   | 8  | 9  | 10 | 11 | 12 | 13 |
| 14  | 15 | 16 | 17 | 18 | 19 | 20 |
| 21  | 22 | 23 | 24 | 25 | 26 | 27 |
| 28  | 29 | 30 |    |    |    |    |

| 7월 |    |    |    |    |    |    |
| 일  | 월 | 화 | 수 | 목 | 금 | 토 |
|     |    |    | 1  | 2  | 3  | 4  |
| 5   | 6  | 7  | 8  | 9  | 10 | 11 |
| 12  | 13 | 14 | 15 | 16 | 17 | 18 |
| 19  | 20 | 21 | 22 | 23 | 24 | 25 |
| 26  | 27 | 28 | 29 | 30 | 31 |    |

| 8월 |    |    |    |    |    |    |
| 일  | 월 | 화 | 수 | 목 | 금 | 토 |
|     |    |    |    |    |    | 1  |
| 2   | 3  | 4  | 5  | 6  | 7  | 8  |
| 9   | 10 | 11 | 12 | 13 | 14 | 15 |
| 16  | 17 | 18 | 19 | 20 | 21 | 22 |
| 23  | 24 | 25 | 26 | 27 | 28 | 29 |
| 30  | 31 |    |    |    |    |    |

| 9월 |    |    |    |    |    |    |
| 일  | 월 | 화 | 수 | 목 | 금 | 토 |
|     |    | 1  | 2  | 3  | 4  | 5  |
| 6   | 7  | 8  | 9  | 10 | 11 | 12 |
| 13  | 14 | 15 | 16 | 17 | 18 | 19 |
| 20  | 21 | 22 | 23 | 24 | 25 | 26 |
| 27  | 28 | 29 | 30 |    |    |    |

| 10월 |    |    |    |    |    |    |
| 일   | 월 | 화 | 수 | 목 | 금 | 토 |
|      |    |    |    | 1  | 2  | 3  |
| 4    | 5  | 6  | 7  | 8  | 9  | 10 |
| 11   | 12 | 13 | 14 | 15 | 16 | 17 |
| 18   | 19 | 20 | 21 | 22 | 23 | 24 |
| 25   | 26 | 27 | 28 | 29 | 30 | 31 |

| 11월 |    |    |    |    |    |    |
| 일   | 월 | 화 | 수 | 목 | 금 | 토 |
| 1    | 2  | 3  | 4  | 5  | 6  | 7  |
| 8    | 9  | 10 | 11 | 12 | 13 | 14 |
| 15   | 16 | 17 | 18 | 19 | 20 | 21 |
| 22   | 23 | 24 | 25 | 26 | 27 | 28 |
| 29   | 30 |    |    |    |    |    |

| 12월 |    |    |    |    |    |    |
| 일   | 월 | 화 | 수 | 목 | 금 | 토 |
|      |    | 1  | 2  | 3  | 4  | 5  |
| 6    | 7  | 8  | 9  | 10 | 11 | 12 |
| 13   | 14 | 15 | 16 | 17 | 18 | 19 |
| 20   | 21 | 22 | 23 | 24 | 25 | 26 |
| 27   | 28 | 29 | 30 | 31 |    |    |

### 음양력 대조 일람
| 음력월 | 월건 | 대소 | 음력 1일의 양력 월일 | 음력 1일 간지 |
| ------ | ---- | ---- | -------------------- | ------------- |
| 1월    | 무인 | 대   | 2월 15일             | 신축          |
| 2월    | 기묘 | 소   | 3월 17일             | 신미          |
| 3월    | 경진 | 소   | 4월 15일             | 경자          |
| 4월    | 신사 | 대   | 5월 14일             | 기사          |
| 5월    | 임오 | 소   | 6월 13일             | 기해          |
| 6월    | 계미 | 소   | 7월 12일             | 무진          |
| 7월    | 갑신 | 대   | 8월 10일             | 정유          |
| 8월    | 을유 | 소   | 9월 9일              | 정묘          |
| 9월    | 병술 | 대   | 10월 8일             | 병신          |
| 10월   | 정해 | 소   | 11월 7일             | 병인          |
| 11월   | 무자 | 대   | 12월 6일             | 을미          |
| 12월   | 기축 | 대   | 1886년 1월 5일       | 을축          |